# سیارک ۱۰۲۸۵
سیارک ۱۰۲۸۵ (به انگلیسی: 10285 Renemichelsen، نامگذاری:1982QX1) ده هزار و دویست و هشتاد و پنجمین سیارک کشف شده‌است که در ۱۷ اوت ۱۹۸۲ کشف شد.
قدر مطلق سیارک برابر ۲۴٫۵ است.